# Plebicula caeruleocellata
Plebicula caeruleocellata är en fjärilsart som beskrevs av Obraztsov 1936. Plebicula caeruleocellata ingår i släktet Plebicula och familjen juvelvingar. Inga underarter finns listade i Catalogue of Life.